# Buchberg (Šluknovská pahorkatina)
Buchberg (česky doslovně Bukový vrch) je 460 m vysoký hřbet na území velkého okresního města Sebnitz v zemském okrese Saské Švýcarsko-Východní Krušné hory v Sasku.

## Charakteristika
Leží na severním okraji Saského Švýcarska a zároveň na okraji Sebnitzského lesa. Z geomorfologického hlediska náleží k německé části Šluknovské pahorkatiny (Lausitzer Bergland) a její mesogeochoře Jihozápadní hornolužická vrchovina (Südwestliches Oberlausitzer Bergland). Geologické podloží tvoří střednězrnný lužický granodiorit. Převládajícím půdním typem je podzolová kambizem. Celý vrch náleží k povodí Sebnice a úmoří Severního moře. Buchberg patří k Evropsky významné lokalitě Sebnitzer Wald und Kaiserberg. Na severních a západních svazích se rozkládá zástavba města Sebnitz, úpatí pak zasahují až k řece Sebnici. Na východě a severovýchodě na Buchberg navazuje Kaiserberg (495 m) a Tanečnice (599 m). Vrcholová část je zalesněná, většinu porostu tvoří monokultura smrku ztepilého (Picea abies). Na severní svah částečně zasahuje rekreační areál s restaurací Forellenschenke, který je s vrcholem Buchbergu spojen dvěma lanovkami. Od vrcholu směrem k Forellenschenke vede lyžařská sjezdovka. Přes severní svah prochází žlutě značená turistická stezka pro pěší spojující autobusové nádraží v Sebnitz s hraničním přechodem do České republiky, který leží na východním úpatí Tanečnice. Jihovýchodně od vrcholu vede žlutě značená stezka Ilse-Ohnesorge-Weg pojmenovaná podle místní malířky krajin Ilse Ohnesorge (1866–1937). Jižním svahem prochází modře značená turistická stezka Dr.-Alfred-Meiche-Weg, která nese jméno místního vlastivědce Alfreda Meicheho (1870–1947).